# 杉浦勘介
杉浦 勘介（すぎうら かんすけ、1981年8月27日 - ）は、競技麻雀のプロ雀士。日本プロ麻雀連盟中部本部所属。2023年現在、同団体内での段位は七段。

## 来歴
愛知県刈谷市出身、血液型はAB型。2004年に日本プロ麻雀連盟20期生としてプロデビュー。2010年に第9期野口恭一郎賞を受賞する。2016年には同団体の鳳凰戦A2リーグに昇級。その後、2020年の鳳凰戦A2リーグにて優勝し、足かけ17年で初のA1リーグ昇級を果たした。
2024年に行われたMトーナメント2024に団体推薦選手として出場、予選をいずれも2位で通過すると、ファイナルステージ（ベスト16）では団体推薦の西川淳に加え、佐々木寿人、勝又健志と連盟A1勢同士での対局となり、第1試合で3着に終わるも第2試合で勝又の国士無双聴牌を躱して親の満貫を和了るなどトップを獲得し準決勝進出、更に準決勝では第1試合4着、第2試合も東場を終えラス目の状況から親番での大量加点などもあって逆転に成功、最終的に2試合合計で和久津晶を0.2ポイント差で躱して団体推薦選手唯一の決勝進出を果たした。決勝では第1試合は小林剛と56.9ポイント差の2着となるも、第2試合オーラスをトップ目で迎え、小林から5200点直撃で逆転優勝できる状況を迎えたが、最後に本田朋広に放銃して着順を下げ3位で終えた。

## 雀風・人物
- 門前守備型で、相手に自身の雀風を研究されたくないが故に「特徴の無い麻雀」を理想としている。キャッチフレーズは「雀理の探求者」[13]。
- 現在も愛知県に在住しており、東京でのプロリーグ対局の度に上京している。2023年夏に結婚し、一児の父[10]。

## 獲得タイトル
- 野口恭一郎賞 男性棋士部門 (第9期[5])